# مقاطعة حاجي آباد
 مقاطعة حاجی‌آباد (بالفارسية: شهرستان حاجی‌آباد) هي إحدى مقاطعات في
محافظة هرمزغان في جنوب إيران. مركز مقاطعة حاجي آباد هو مدينة حاجي‌آباد.

## التقسيمات الادارية لمقاطعة حاجي آباد
على أساس التقسيمات الإدارية الحديثة تنقسم مقاطعة حاجي آباد إلى 3 بلدات كبيرة كالتالي :
- البلدة المركزية.

وتشمل 3 قرى كبيرة كالتالي:
- -  دهستان درآگاه
  -  دهستان طارم 
  -  دهستان طارم

المدن: حاجي‌آباد
- بلدة فارغان .

وتشمل 3 قرى كبيرة كالتالي:
- -  دهستان فارغان 
  -  دهستان آشکارا 
  -  دهستان آشکارا

المدن: مدينة فارغان
- بلدة احمدی .

وتشمل قريتين كبيرتين كالتالي:
- -  دهستان احمدی 
  -  دهستان کوه شاه

## وصلات خارجية
- التقسيمات الادارية لمحافظة هرمزغان